# Antonio Gradoli
Antonio Gradoli, noto anche con lo pseudonimo di Anthony Gradwell (Roma, 19 marzo 1917 – Roma, 13 giugno 1990), è stato un attore italiano.

## Biografia
È stato un attore caratterista a partire dalla metà degli anni trenta fino agli anni settanta.
Morì a Roma nel giorno della sua festa onomastica del 1990, all'età di 73 anni.

## Filmografia parziale
- La capanna dell'amore, regia di Salvatore Ramponi (1936)
- La fossa degli angeli, regia di Carlo Ludovico Bragaglia (1937)
- Traversata nera, regia di Domenico Gambino (1939)
- In campagna è caduta una stella, regia di Eduardo De Filippo (1939)
- Il segreto di Villa Paradiso, regia di Domenico Gambino (1940)
- Calamita d'oro, regia di Armando Fizzarotti (1948)
- Cavalcata d'eroi, regia di Mario Costa (1949)
- I fuorilegge, regia di Aldo Vergano (1950)
- Fuoco nero, regia di Silvio Siano (1951)
- Legione straniera, regia di Basilio Franchina (1953)
- Proibito, regia di Mario Monicelli (1954)
- Un giglio infranto, regia di Giorgio Walter Chili (1955)
- Un maledetto imbroglio, regia di Pietro Germi (1959)
- Gli amori di Ercole, regia di Carlo Ludovico Bragaglia (1960)
- La vendetta dei barbari, regia di Giuseppe Vari (1960)
- Gioventù di notte, regia di Mario Sequi (1961)
- Le avventure di Scaramouche (La máscara de Scaramouche), regia di Antonio Isasi-Isasmendi (1963)
- Agente 3S3 - Passaporto per l'inferno, regia di Sergio Sollima (1965)
- Password: Uccidete agente Gordon, regia di Sergio Grieco (1966)
- Ehi amico... c'è Sabata. Hai chiuso!, regia di Gianfranco Parolini (1969)